# 纳塔利娅·沃罗比约娃
纳塔利娅·维塔利耶夫娜·沃罗比约娃（俄语：Ната́лья Вита́льевна Воробьёва，1991年5月27日—）是一名俄罗斯自由式摔跤运动员，2012 年奥运会 72 公斤级冠军，第 31 届奥运会 69 公斤级银牌得主，2015 年世界冠军69公斤级，2019年世界冠军，三届欧洲冠军，2012年和2019年俄罗斯冠军。2015年，她在巴库举行的第一届欧洲运动会上获得铜牌。俄罗斯荣誉体育大师。